# Swartzia krukovii
Swartzia krukovii är en ärtväxtart som beskrevs av John Macqueen Cowan. Swartzia krukovii ingår i släktet Swartzia och familjen ärtväxter. Inga underarter finns listade i Catalogue of Life.